# Verconia norba
Verconia norba es una especie de gasterópodo de la familia Chromodorididae.

## Distribución
Esta especie se encuentra a lo largo del Indo-Pacífico Occidental.

## Ecología
La fuente de alimento de esta especie no ha sido identificada totalmente, aunque ha sido encontrada en algas coralinas, por lo que pueden ser parte de su dieta.